# Орлово (Калужская область)
Орло́во — деревня в Износковском районе Калужской области Российской Федерации. Входит в состав сельского поселения «Деревня Михали».

## Физико-географическое положение
Находится на северо-западной окраине Калужской области, на границе со Смоленской областью. Стоит на левом берегу малой реки Иловки, притока Истры. В геоморфологическом плане относится к Смоленско-Московской возвышенности. Ближайший город — Медынь (48 км), ближайшие населённые пункты — деревня Козлаково (1,9 км), деревня Межетчина (4,8 км), деревня Михали(7,7 км). 

## История
Впервые упоминается в письменных источниках в 1653 году, как казённая пустошь Орловская дворцовой Радиловской волости Можайского уезда на речке Иловка. В 1863 году сельцом Орлово Медынского уезда владеет жена штаб-ротмистра Петра Яковлевича Барзова, Варвара Николаевна.
| Параметры | 1653        | 1782                       | 1863          | 1891         | 1914              |
| --------- | ----------- | -------------------------- | ------------- | ------------ | ----------------- |
| Название  | Орловская   | Орлово                     | Орлово        | Орлово       | Орлово            |
| Население | 0           | 122↗                       | 321↗          | 317↘         | 275↘              |
| Дворов    | 0           | 13↗                        | 30↗           |              |                   |
| Статус    | Пустошь     | Сельцо                     | Сельцо        | Деревня      | Деревня           |
| Уезд      | Можайский   | Медынский                  | Медынский     | Медынский    | Медынский         |
| Стан      | Брагин Холм |                            | 2             | 2            | 2                 |
| Волость   | Радиловская |                            |               | Межетчинская | Межетчинская      |
| Владелец  | Казённая    | Борзовы                    | Владельческое | н/д          | н/д               |
| Земли     |             | 1008 десятин, 1750 саженей |               |              |                   |
| При нём   |             | деревянный господский дом  |               |              | гражданская школа |

### Великая Отечественная война
сокращения: А — армия, ап — артиллерийский полк, сд — стрелковая дивизия, сп — стрелковый полк, пд — пехотная дивизия Вермахта, пп — пехотный полк Вермахта
17.02.1942: Из оперативной сводки штаба 110 стрелковой дивизии «Противник, превратив населённые пункты Межетчино, Орлица, Козлаково, Орлово, Ивищи, Матрёнино, Рожково, Карцово, Мочальники, Пронькино — в опорный узел с хорошо организованной системой огня, оказывает упорное сопротивление».
24.02.1942: Из оперативной сводки штаба 110 стрелковой дивизии «В ночь на 24.02 части дивизии с боем взяли Ивищи, …. 1291 сп удерживает Рожково …. Пленные в Ивищах оказались 487-пп 267 пд (7-й армейский корпус) Вермахта».
25.02.1942: Из оперативной сводки штаба 110 стрелковой дивизии «Артиллерия 972 ап … имеет задачу с переходом пехоты в атаку пехоты вести огонь по Орлица, Орлово, Матрёнино, не допуская ведения огня и подхода подкреплений противника из этих пунктов».
06.04.1942: Из оперативной сводки штаба 110 стрелковой дивизии «На марше Матрёнино—Орлово убито 3 солдата».
16.08.1942: Из разведывательной сводки штаба 33-Армии «Противник выбит из.. Орлово 113-й сд»

## Население
| 2002 | 2010 |
| ---- | ---- |
| 5    | ↘1   |

## Инфраструктура
Личное подсобное хозяйство с зоной сельскохозяйственного использования, индивидуальная застройка усадебного типа.

## Транспорт
От Износок каждый четверг ходит автобус до деревни Михали, откуда можно добраться до деревни Орлово.